# J&T Banka Prague Open 2015
J&T Banka Prague Open 2015 byl tenisový turnaj pořádaný jako součást ženského okruhu WTA Tour, který se hrál na otevřených antukových dvorcích areálu TK Sparta Praha. Konal se mezi 27. dubnem až 2. květnem 2015 v české metropoli Praze jako 6. ročník turnaje.
Turnaj s rozpočtem 250 000 dolarů patřil poprvé do kategorie WTA International Tournaments, když předchozí ročníky se uskutečnily v rámci nižšího okruhu ITF. Nejvýše nasazenou hráčkou ve dvouhře se stala světová dvanáctka Karolína Plíšková z České republiky, která splnila roli favoritky a ve finále přehrála krajanku Lucii Hradeckou, postoupivší z kvalifikace. Deblovou soutěž opanovala švýcarsko-česká dvojice Belinda Bencicová a Kateřina Siniaková. Obě hráčky tak získaly premiérový deblový titul ve čtyřhry na okruhu WTA Tour.

## Distribuce bodů a finančních odměn

### Distribuce bodů
| Soutěž  | vítězky | finalistky | semifinalistky | čtvrtfinalistky | 16 v kole | 32 v kole | Q  | Q3 | Q2 | Q1 |
| ------- | ------- | ---------- | -------------- | --------------- | --------- | --------- | -- | -- | -- | -- |
| dvouhra | 280     | 180        | 110            | 60              | 30        | 1         | 18 | 14 | 10 | 1  |
| čtyřhra | 280     | 180        | 110            | 60              | 1         | —         | —  | —  | —  | —  |

### Finanční odměny
| Soutěž                                | vítězky | finalistky | semifinalistky | čtvrtfinalistky | 16 v kole | 32 v kole | Q3     | Q2   | Q1   |
| ------------------------------------- | ------- | ---------- | -------------- | --------------- | --------- | --------- | ------ | ---- | ---- |
| dvouhra                               | $43 000 | $21 400    | $11 300        | $5 900          | $3 310    | $1 925    | $1 005 | $730 | $530 |
| čtyřhra                               | $12 300 | $6 400     | $3 435         | $1 820          | $960      | —         | —      | —    | —    |
| částky ve čtyřhře jsou uváděny na pár |         |            |                |                 |           |           |        |      |      |

## Ženská dvouhra

### Nasazení
| Stát                          | Hráčka                | WTA | Nasazení |
| ----------------------------- | --------------------- | --- | -------- |
| Česko                         | Karolína Plíšková     | 12. | 1.       |
| Česko                         | Lucie Šafářová        | 13. | 2.       |
| Česko                         | Barbora Strýcová      | 23. | 3.       |
| Rusko                         | Světlana Kuzněcovová  | 24. | 4.       |
| Francie                       | Alizé Cornetová       | 28. | 5.       |
| Rumunsko                      | Irina-Camelia Beguová | 33  | 6        |
| Švýcarsko                     | Belinda Bencicová     | 34. | 7.       |
| Itálie                        | Camila Giorgiová      | 35. | 8.       |
| Žebříček WTA k 20. dubnu 2015 |                       |     |          |

### Jiné formy účasti
Následující hráčky obdržely divokou kartu do hlavní soutěže:
- Denisa Alertová
- Klára Koukalová
- Kristína Schmiedlová

Následující hráčky postoupily z kvalifikace:
- Olga Govorcovová
- Lucie Hradecká
- Ana Konjuhová
- Danka Kovinićová

### Odhlášení
před zahájením turnaje
- Magdaléna Rybáriková → nahradila jiKateřina Siniaková
- Carla Suárezová Navarrová → nahradila ji Yanina Wickmayerová

## Ženská čtyřhra

### Nasazení
| Stát                                                                      | Hráčka                | Stát     | Hráčka            | WTA  | Nasazení |
| ------------------------------------------------------------------------- | --------------------- | -------- | ----------------- | ---- | -------- |
| Nizozemsko                                                                | Michaëlla Krajiceková | Česko    | Karolína Plíšková | 69.  | 1.       |
| Ukrajina                                                                  | Ljudmyla Kičenoková   | Ukrajina | Nadija Kičenoková | 137. | 2.       |
| Rusko                                                                     | Věra Duševinová       | Česko    | Andrea Hlaváčková | 141. | 3.       |
| Čínská Tchaj-pej                                                          | Čuang Ťia-žung        | Čína     | Liang Čchen       | 142. | 4.       |
| Žebříček WTA k 20. dubnu 2015; číslo je součtem umístění obou členek páru |                       |          |                   |      |          |

### Jiné formy účasti
Následující pár obdržel divokou kartu do hlavní soutěže:
- Kateřina Vaňková /  Markéta Vondroušová

### Odhlášení
před zahájením turnaje
- Mirjana Lučićová Baroniová (gastrointestinální onemocnění)

## Přehled finále

### Ženská dvouhra
- Karolína Plíšková vs.  Lucie Hradecká, 4–6, 7–5, 6–3

### Ženská čtyřhra
- Belinda Bencicová /  Kateřina Siniaková vs.  Kateryna Bondarenková /  Eva Hrdinová, 6–2, 6–2